# Stor museøre
Stor museøre (Myotis myotis) er en flagermus i familien barnæser. Den er udbredt i Nordafrika og Europa med nordgrænse i Nordtyskland. Stor museøre er en af Europas største flagermusarter med et vingefang op til 45 cm, kropslængde mellem 6,5 og 9 cm og vægt op til 40 gram.
I Danmark er stor museøre fundet en enkelt gang, idet et individ blev fundet som mumie på loftet af Maribo Domkirke på Lolland i 2004. Den var ringmærket i Tyskland i 1987.